# Anders Swensson i Lösen
Anders Swensson (i riksdagen kallad Swensson i Lösen), född 13 april 1833 i Lösens församling, Blekinge län, död 16 juni 1902 i Lösen, var en svensk hemmansägare och riksdagsman.
Swensson var ledamot av Sveriges riksdags andra kammare 1873–1899, invald i Östra härads domsagas valkrets.